# Fredrikstad Fotballklubb 2011
Questa voce raccoglie le informazioni riguardanti il Fredrikstad Fotballklubb nelle competizioni ufficiali della stagione 2011.

## Stagione
Il Fredrikstad, club neopromosso nella Tippeligaen a seguito della promozione dell'anno precedente, riuscì a raggiungere la salvezza arrivando a 10 punti sopra al penultimo posto, occupato dallo Start. L'avventura nella Coppa di Norvegia 2011 terminò in semifinale, quando la squadra fu eliminata dal Brann, club poi vincitore del trofeo.
Mads André Hansen fu il calciatore più utilizzato in stagione con 36 presenze (di cui 30 in campionato e 6 nella coppa). Tarik Elyounoussi e Celso Borges furono invece i migliori marcatori, entrambi autori di 15 reti tra campionato e coppa.

## Maglie e sponsor
Lo sponsor tecnico per la stagione 2011 fu Umbro, mentre lo sponsor ufficiale fu Stabburet. La divisa casalinga fu composta da una maglietta bianca con inserti rossi, pantaloncini rossi e calzettoni bianchi. La divisa da trasferta fu invece composta da una maglietta nera con inserti rossi, pantaloncini rossi e calzettoni bianchi.
| Casa | Trasferta |

## Rosa
| N. |                         | Ruolo | Calciatore             |
| -- | ----------------------- | ----- | ---------------------- |
| 1  | Norvegia (bandiera)     | P     | Lasse Staw             |
| 2  | Costa Rica (bandiera)   | D     | Cristian Gamboa        |
| 3  | Norvegia (bandiera)     | D     | Jørgen Horn            |
| 4  | Norvegia (bandiera)     | D     | Vidar Martinsen        |
| 5  | Svezia (bandiera)       | D     | Andreas Landgren       |
| 6  | Norvegia (bandiera)     | C     | Hans Erik Ramberg      |
| 7  | Norvegia (bandiera)     | A     | Alex Valencia          |
| 9  | Inghilterra (bandiera)  | A     | James Keene            |
| 9  | Estonia (bandiera)      | D     | Raio Piiroja           |
| 10 | Norvegia (bandiera)     | A     | Tarik Elyounoussi      |
| 11 | Norvegia (bandiera)     | C     | Mads André Hansen      |
| 12 | Kenya (bandiera)        | P     | Arnold Origi Otieno    |
| 12 | Norvegia (bandiera)     | P     | Bjørn Erik Kristiansen |
| 13 | Norvegia (bandiera)     | D     | Kevin Duré             |
| 14 | Sierra Leone (bandiera) | C     | Khalifa Jabbie         |

| N. |                       | Ruolo | Calciatore            |
| -- | --------------------- | ----- | --------------------- |
| 15 | Norvegia (bandiera)   | C     | Joachim Thomassen     |
| 16 | Norvegia (bandiera)   | C     | Martin Elvestad       |
| 17 | Costa Rica (bandiera) | D     | David Myrie           |
| 18 | Norvegia (bandiera)   | C     | Amin Askar            |
| 19 | Norvegia (bandiera)   | C     | Simen Standerholden   |
| 20 | Norvegia (bandiera)   | C     | Etzaz Hussain         |
| 21 | Norvegia (bandiera)   | C     | Simen Rafn            |
| 22 | Costa Rica (bandiera) | C     | Celso Borges          |
| 23 | Norvegia (bandiera)   | A     | Alexander Ruud Tveter |
| 24 | Norvegia (bandiera)   | D     | Jan Tore Ophaug       |
| 25 | Finlandia (bandiera)  | P     | Jon Masalin           |
| 26 | Norvegia (bandiera)   | D     | Sanpreet Singh        |
| 27 | Norvegia (bandiera)   | A     | Dino Mulac            |
| 28 | Norvegia (bandiera)   | D     | Håvard Åsheim         |
| 28 | Norvegia (bandiera)   | A     | Odillon Kashama       |

## Calciomercato

### Sessione invernale(dal 01/01 al 31/03)
| Acquisti | Acquisti              | Acquisti   | Acquisti   |
| R.       | Nome                  | da         | Modalità   |
| -------- | --------------------- | ---------- | ---------- |
| D        | Jørgen Horn           | svincolato |            |
| C        | Mads André Hansen     | Mjøndalen  | definitivo |
| C        | Etzaz Hussain         | Vålerenga  | definitivo |
| C        | Khalifa Jabbie        | Kallon     | prestito   |
| A        | Alexander Ruud Tveter | Follo      | definitivo |
| A        | Tarik Elyounoussi     | Heerenveen | definitivo |

| Cessioni | Cessioni         | Cessioni    | Cessioni   |
| R.       | Nome             | a           | Modalità   |
| -------- | ---------------- | ----------- | ---------- |
| D        | Roger Risholt    |             | svincolato |
| D        | Agim Shabani     |             | svincolato |
| C        | Jonas Becken     | Kvik Halden | definitivo |
| A        | Andreas Tegström |             | svincolato |

### Sessione estiva(dal 01/08 al 31/08)
| Acquisti | Acquisti            | Acquisti | Acquisti   |
| R.       | Nome                | da       | Modalità   |
| -------- | ------------------- | -------- | ---------- |
| P        | Arnold Origi Otieno | Moss     | prestito   |
| D        | Kevin Duré          | Løv-Ham  | definitivo |
| D        | Andreas Landgren    | Udinese  | prestito   |
| D        | David Myrie         | Limón    | definitivo |
| A        | James Keene         | Elfsborg | prestito   |

| Cessioni | Cessioni        | Cessioni    | Cessioni   |
| R.       | Nome            | a           | Modalità   |
| -------- | --------------- | ----------- | ---------- |
| D        | Cristian Gamboa | Copenaghen  | definitivo |
| D        | Raio Piiroja    | Vitesse     | definitivo |
| C        | Martin Elvestad | Kvik Halden | definitivo |
| A        | Odillon Kashama | Moss        | definitivo |

## Risultati

### Tippeligaen

#### Girone di andata
| Arbitro: | Sælen (Bergen) |

|              |           |                       |
| Phillips 36’ | Marcatori | 50’ Borges 79’ Hansen |

| Arbitro: | Hagen (Grue) |

|  |           |                |
|  | Marcatori | 79’ Sokolowski |

| Arbitro: | Staberg |

|  |           |           |
|  | Marcatori | 5’ Borges |

| Arbitro: | Skjerven (Kaupanger) |

|                            |           |  |
| Elyounoussi 21’ Jabbie 62’ | Marcatori |  |

| Arbitro: | Johansen |

|                                              |           |            |
| Gunnarsson 25’ (rig.) Ollé Ollé 29’ Ondo 61’ | Marcatori | 56’ Tveter |

| Arbitro: | Øvrebø (Oslo) |

|            |           |          |
| Tveter 68’ | Marcatori | 76’ Ujah |

| Arbitro: | Sælen (Bergen) |

|                                         |           |          |
| Thomassen 2’ Elyounoussi 19’ Tveter 89’ | Marcatori | 71’ Muri |

| Arbitro: | Døvle |

|                   |           |                 |
| Holm 9’ Chima 16’ | Marcatori | 55’ Elyounoussi |

| Arbitro: | Kjensli |

|                 |           |  |
| Elyounoussi 83’ | Marcatori |  |

| Arbitro: | Johnsen |

|               |           |  |
| Konradsen 68’ | Marcatori |  |

| Arbitro: | Edvartsen (Hamar) |

|                 |           |          |
| Elyounoussi 86’ | Marcatori | 65’ Wiig |

| Arbitro: | Døvle |

|                    |           |                                      |
| Årst 49’, 51’, 68’ | Marcatori | 24’ (rig.) Elyounoussi 77’ Thomassen |

| Arbitro: | Sandmoen |

|  |           |             |
|  | Marcatori | 21’ Storbæk |

| Arbitro: | Hafsås |

|  |           |                 |
|  | Marcatori | 19’ Elyounoussi |

| Arbitro: | Hagen (Grue) |

|  |           |                                 |
|  | Marcatori | 34’ Abdellaoue 90’ (rig.) Drage |

#### Girone di ritorno
| Arbitro: | Øvrebø (Oslo) |

|                                |           |                           |
| Borges 8’, 11’, 68’ Hansen 83’ | Marcatori | 18’ Grorud 32’ Guastavino |

| Arbitro: | Sælen (Bergen) |

|                               |           |  |
| Lustig 15’ (rig.) Bakenga 19’ | Marcatori |  |

| Arbitro: | Sandmoen |

|                          |           |  |
| de Lanlay 7’ Nevland 90’ | Marcatori |  |

| Arbitro: | Johansen |

|            |           |                            |
| Borges 12’ | Marcatori | 61’ Diskerud 67’ Andersson |

| Arbitro: | Hagen (Grue) |

|                                                |           |           |
| Yttergård Jenssen 3’ Rushfeldt 51’ Nystrøm 75’ | Marcatori | 77’ Myrie |

| Arbitro: | Staberg |

|                 |           |                   |
| Elyounoussi 45’ | Marcatori | 65’ (rig.) Kamara |

| Arbitro: | Sandmoen |

|                       |           |                 |
| Børven 17’ Brenne 85’ | Marcatori | 50’ Elyounoussi |

| Arbitro: | Skjerven (Kaupanger) |

|  |           |           |
|  | Marcatori | 57’ Angan |

| Arbitro: | Hagen (Grue) |

|            |           |                                                       |
| Breive 67’ | Marcatori | 1’ Elyounoussi 36’ Borges 63’ (aut.) Ihugba 90’ Askar |

| Arbitro: | Berntsen (Vang) |

|                            |           |                          |
| Jabbie 30’ Elyounoussi 61’ | Marcatori | 17’ Solheim 19’ Holsæter |

| Arbitro: | Kjensli |

|                                      |           |                             |
| Søderlund 12’ Bamberg 42’ Đurđić 53’ | Marcatori | 29’ Elyounoussi 35’ Hussain |

| Arbitro: | Øvrebø (Oslo) |

|          |           |             |
| Keene 1’ | Marcatori | 90’ Gausdal |

| Arbitro: | Staberg |

|           |           |                         |
| Berre 37’ | Marcatori | 23’ Ramberg 61’ Hussain |

| Arbitro: | Helgerud (Lier) |

|                                             |           |           |
| Keene 74’ Elyounoussi 77’ Borges 90’ (rig.) | Marcatori | 82’ Olsen |

| Lillestrøm 27 novembre 2011, ore 18:00 30ª giornata | Lillestrøm    | 0 – 0 referto | Fredrikstad | Åråsen Stadion (4.853 spett.)\| Arbitro: \| Øvrebø (Oslo) \| |
| Arbitro:                                            | Øvrebø (Oslo) |               |             |                                                              |

### Coppa di Norvegia
| Arbitro: | Hauglund |

|  |           |                                                                  |
|  | Marcatori | 11’, 23’ Borges 40’ (rig.) Tveter 77’, 90’ Elyounoussi 87’ Askar |

| Arbitro: | Moen |

|  |           |                                        |
|  | Marcatori | 13’ Thomassen 16’ Martinsen 65’ Borges |

| Arbitro: | Øvrebø (Oslo) |

|  |           |                                             |
|  | Marcatori | 8’ Horn 13’ (rig.) Valencia 67’, 89’ Borges |

| Arbitro: | Staberg |

|               |           |                          |
| Samuelsen 12’ | Marcatori | 51’ Martinsen 58’ Borges |

| Arbitro: | Skjerven (Kaupanger) |

|                                   |           |                      |
| Borges 15’ Askar 81’ Hussain 117’ | Marcatori | 41’ Eikrem 45’ Angan |

| Arbitro: | Sandmoen |

|  |           |                        |
|  | Marcatori | 71’ Guastavino 85’ Ojo |

## Statistiche

### Statistiche di squadra
| Competizione      | Punti | In casa | In casa | In casa | In casa | In casa | In casa | In trasferta | In trasferta | In trasferta | In trasferta | In trasferta | In trasferta | Totale | Totale | Totale | Totale | Totale | Totale | DR  |
| Competizione      | Punti | G       | V       | N       | P       | Gf      | Gs      | G            | V            | N            | P            | Gf           | Gs           | G      | V      | N      | P      | Gf     | Gs     | DR  |
| ----------------- | ----- | ------- | ------- | ------- | ------- | ------- | ------- | ------------ | ------------ | ------------ | ------------ | ------------ | ------------ | ------ | ------ | ------ | ------ | ------ | ------ | --- |
| Tippeligaen       | 36    | 15      | 5       | 5       | 5       | 20      | 17      | 15           | 5            | 1            | 9            | 18           | 24           | 30     | 10     | 6      | 14     | 38     | 41     | -3  |
| Coppa di Norvegia | -     | 4       | 4       | 0       | 0       | 15      | 1       | 2            | 1            | 0            | 1            | 3            | 4            | 6      | 5      | 0      | 1      | 18     | 5      | +13 |
| Totale            | -     | 19      | 9       | 5       | 5       | 35      | 18      | 17           | 6            | 1            | 10           | 21           | 28           | 36     | 15     | 6      | 15     | 56     | 46     | +10 |

### Statistiche dei giocatori
| Giocatore        | Tippeligaen | Tippeligaen | Tippeligaen | Tippeligaen | Coppa di Norvegia | Coppa di Norvegia | Coppa di Norvegia | Coppa di Norvegia | Totale   | Totale | Totale      | Totale     |
| Giocatore        | Presenze    | Reti        | Ammonizioni | Espulsioni  | Presenze          | Reti              | Ammonizioni       | Espulsioni        | Presenze | Reti   | Ammonizioni | Espulsioni |
| ---------------- | ----------- | ----------- | ----------- | ----------- | ----------------- | ----------------- | ----------------- | ----------------- | -------- | ------ | ----------- | ---------- |
| H. Åsheim        | 0           | 0           | 0           | 0           | 0                 | 0                 | 0                 | 0                 | 0        | 0      | 0           | 0          |
| A. Askar         | 26          | 1           | 3           | 1           | 5                 | 2                 | 0                 | 0                 | 31       | 3      | 3           | 1          |
| C. Borges        | 25          | 8           | 3           | 0           | 6                 | 7                 | 1                 | 0                 | 31       | 15     | 4           | 0          |
| K. Duré          | 7           | 0           | 1           | 0           | 0                 | 0                 | 0                 | 0                 | 7        | 0      | 1           | 0          |
| M. Elvestad      | 5           | 0           | 1           | 0           | 0                 | 0                 | 0                 | 0                 | 5        | 0      | 1           | 0          |
| T. Elyounoussi   | 28          | 13          | 5           | 0           | 4                 | 2                 | 1                 | 0                 | 32       | 15     | 6           | 0          |
| C. Gamboa        | 16          | 0           | 3           | 0           | 0                 | 0                 | 0                 | 0                 | 16       | 0      | 3           | 0          |
| M. Hansen        | 30          | 2           | 0           | 0           | 6                 | 0                 | 1                 | 0                 | 36       | 2      | 1           | 0          |
| J. Horn          | 25          | 0           | 9           | 0           | 5                 | 1                 | 0                 | 0                 | 30       | 1      | 9           | 0          |
| E. Hussain       | 20          | 2           | 6           | 1           | 4                 | 1                 | 1                 | 0                 | 24       | 3      | 7           | 1          |
| K. Jabbie        | 24          | 2           | 7           | 0           | 5                 | 0                 | 1                 | 0                 | 29       | 2      | 8           | 0          |
| J. Keene         | 9           | 2           | 2           | 1           | 1                 | 0                 | 1                 | 0                 | 10       | 2      | 3           | 1          |
| O. Kashama       | 0           | 0           | 0           | 0           | 0                 | 0                 | 0                 | 0                 | 0        | 0      | 0           | 0          |
| B. Kristiansen   | 0           | 0           | 0           | 0           | 0                 | 0                 | 0                 | 0                 | 0        | 0      | 0           | 0          |
| A. Landgren      | 12          | 0           | 2           | 0           | 2                 | 0                 | 0                 | 0                 | 14       | 0      | 2           | 0          |
| V. Martinsen     | 22          | 0           | 4           | 1           | 5                 | 2                 | 0                 | 0                 | 27       | 2      | 4           | 1          |
| J. Masalin       | 7           | 0           | 0           | 0           | 5                 | 0                 | 0                 | 0                 | 12       | 0      | 0           | 0          |
| D. Mulac         | 0           | 0           | 0           | 0           | 0                 | 0                 | 0                 | 0                 | 0        | 0      | 0           | 0          |
| D. Myrie         | 2           | 1           | 1           | 0           | 0                 | 0                 | 0                 | 0                 | 2        | 1      | 1           | 0          |
| J. Ophaug        | 5           | 0           | 1           | 0           | 3                 | 0                 | 0                 | 0                 | 8        | 0      | 1           | 0          |
| A. Otieno        | 2           | 0           | 0           | 0           | 0                 | 0                 | 0                 | 0                 | 2        | 0      | 0           | 0          |
| R. Piiroja       | 15          | 0           | 3           | 0           | 0                 | 0                 | 0                 | 0                 | 15       | 0      | 3           | 0          |
| S. Rafn          | 16          | 0           | 1           | 0           | 5                 | 0                 | 0                 | 0                 | 21       | 0      | 1           | 0          |
| H. Ramberg       | 25          | 1           | 1           | 0           | 3                 | 0                 | 0                 | 0                 | 28       | 1      | 1           | 0          |
| S. Singh         | 0           | 0           | 0           | 0           | 0                 | 0                 | 0                 | 0                 | 0        | 0      | 0           | 0          |
| S. Standerholden | 1           | 0           | 0           | 0           | 0                 | 0                 | 0                 | 0                 | 1        | 0      | 0           | 0          |
| L. Staw          | 22          | 0           | 0           | 0           | 1                 | 0                 | 0                 | 0                 | 23       | 0      | 0           | 0          |
| J. Thomassen     | 27          | 2           | 5           | 0           | 5                 | 1                 | 0                 | 0                 | 32       | 3      | 5           | 0          |
| A. Tveter        | 24          | 3           | 0           | 0           | 5                 | 1                 | 0                 | 0                 | 29       | 4      | 0           | 0          |
| A. Valencia      | 9           | 0           | 0           | 0           | 3                 | 1                 | 0                 | 0                 | 12       | 1      | 0           | 0          |